# Roman Weidenfeller
Roman Weidenfeller (Diez, 6. kolovoza 1980.) je bivši njemački nogometni vratar i nacionalni reprezentativac. Od 2002. do 2018. godine bio je član dortmundske Borussije.

## Karijera

### Klupska karijera
Njemački vratar je počeo braniti u mladim momčadima i B sastavu Kaiserslauterna dok je u dresu seniora debitirao 1999. godine. Ondje nije dobio priliku jer je prvi vratar kluba bio Georg Koch tako da je 2002. godine otišao iz kluba kao slobodni igrač te potpisao za Borussiju Dortmund. U novom klubu je zamijenio Jensa Lehmanna koji je 2003. godine potpisao za londonski Arsenal. Debitirao je 17. prosinca 2003. godine u minimalnom porazu upravo protiv svoje bivše momčadi Kaiserslauterna. Tijekom 2005. godine vratar je podvrgnut operaciji meniskusa na lijevom koljenu kojeg je ozlijedio tijekom treninga.
Na početku sezone 2007./08. Weidenfeller je zbog rasističkog vrijeđanja Schalkeovog napadača Geralda Asamoaha, kažnjen s tri utakmice neigranja te 10.000 eura.
Sam vratar je s klubom 2011. godine osvojio Bundesligu a sam naslov prvaka je obranjen i godinu potom. Od ostalih osvojenih nacionalnih trofeja, tu su i kup te Superkup.

### Reprezentativna karijera
Weidenfeller je branio nekoliko utakmica za njemačke mlade reprezentacije dok je za seniore debitirao 19. studenoga 2013. godine u prijateljskom susretu protiv Engleske na Wembleyju. Branio je svih 90 minuta te je u dobi od 33 godina i 105 dana postao najstariji njemački vratar koji je debitirao za Elf. Time je srušio rekord Tonija Tureka (31 godina i 308 dana).
Njemački izbornik Joachim Löw ga je 2. lipnja 2014. godine uveo na konačni popis reprezentativaca za predstojeće Svjetsko prvenstvo 2014. u Brazilu.
S Elfom je 2014. godine postao svjetski prvak osvojivši Svjetsko prvenstvo koje se održavalo u Brazilu.

## Osvojeni trofeji

### Klupski trofeji
| Klub              | Trofej            | Sezona / godina |
| Njemačka          | Njemačka          | Njemačka        |
| ----------------- | ----------------- | --------------- |
| Borussia Dortmund | Njemački Superkup | 2008.           |
| Borussia Dortmund | Bundesliga        | 2010./11.       |
| Borussia Dortmund | Bundesliga        | 2011./12.       |
| Borussia Dortmund | Njemački kup      | 2012.           |
| Borussia Dortmund | Njemački Superkup | 2013.           |

### Reprezentativni trofeji
| Turnir             | Trofej | Godina |
| ------------------ | ------ | ------ |
| Svjetsko prvenstvo | Zlato  | 2014.  |

## Vanjske poveznice
- National Football Teams.com
- Profil vratara na Transfermarkt.de